# K2-18b
K2-18 b, cunoscută și sub denumirea de EPIC 201912552 b, este o exoplanetă pe orbită în jurul piticii roșii K2-18, situată la aproximativ 124 de ani lumină (38 buc) de pe Pământ. Planeta, descoperită inițial de observatorul spațial Kepler, reprezintă de aproximativ opt ori masa Pământului și, prin urmare, este clasificată ca super-Pământ sau, mai probabil, mini-Neptun. Are o orbită de 33 de zile în zona locuibilă a stelei, dar este puțin probabil să fie locuibilă.
În 2019, două studii independente care combină datele de la telescopul spațial Kepler, telescopul spațial Spitzer și telescopul spațial Hubble, au concluzionat că în atmosfera sa sunt prezente cantități semnificative de vapori de apă, primul pentru o planetă din zona locuibilă.